# System 6
System 6 (též System Software 6) je v informatice název operační systém pro počítače Macintosh s grafickým uživatelským rozhraním a monolitickým jádrem. Byl vydán společností Apple Computer v roce 1988 jako součást řady operačních systémů Mac OS. Prodej byl ukončen v roce 1991 vydáním verze System 7. Cena se při uvedení pohybovala kolem 49 US dolarů.

## Aplikace
Ve verzi System 6 byl představen program MacroMaker, který umožnil uživateli zaznamenat vstup z klávesnice a akce provedené myší, která se nazývala makra. Tyto akce bylo pak dále možné použít. MacroMaker měl unikátní uživatelské rozhraní, které vypadalo a chovalo se jako magnetofon. MacroMaker měl oproti programu Microsoft AutoMac III (který nabízel Microsoft) ale nedostatečné funkce a také byl za to velice kritizován.
V Systému 6 byl také použit nástroj, nazývaný Font/DA Mover na správu písem a Desk Tools (DA). Tento nástroj byl vytvořen, protože DAS nebyly nainstalovány jako aplikace, ale místo toho byly integrovány do systému softwarových souborů, podobně jako pro drivery. To znamenalo, že DAS nemohly být řízeny pomocí finderu. Font/DA Mover byl použit také pro instalaci písem do systému 6 pro použití v softwaru, například MacWrite, Apple Word na zpracování softwaru. Font/DA Mover byl poprvé vyvinut Bertem Sloanem v roce 1985 a krátce poté byl zahrnut do systému Macintosh software jako standardní.

## Multitasking
Kooperativní multitasking realizoval Macintosh v březnu 1985 pomocí programu Switcher od Andy Hertzfelda, který umožnil uživateli spustit více aplikací a přepínat mezi nimi.
Mnoho programů a funkcí nebylo se Switcherem kompatibilní. Switcher nebyl zařazen do operačního systému, ale bylo možné ho zakoupit od Apple samostatně. Oba systémy 5 a 6 měly místo toho zakomponován MultiFinder, který byl propracovanější. Multitasking v rámci systému Software 6 byl dobrovolný, spuštění by mohlo být nastaveno tak, aby se spouštěl Finder nebo MultiFinder. Pokud byl vybrán MultiFinder, Finder a jeho funkce nadále běžely, dokud nebyla zahájena nová činnost. MultiFinder umožnil uživatelům kolem oken běžících aplikací pro prohlížení vidět Finder ikony, jako jsou koše, nebo okna z jiné aplikace běžící na pozadí. To bylo na úkor více paměti RAM, což nebylo vždy možné – pokud jedna ze žádostí požadovala příliš velké množství paměti RAM, další nemohla být spuštěna.

## Omezení
Systém 6 byl nekompatibilní s většinou programů, protože vývojáři softwaru třetích stran neobdrželi kopie systému před jeho vydáním, což způsobovalo již zmíněnou nekompatibilitu. První verze systému 6 měla podle Apple 66 chyb, které měly být odstraněny opravným patchem, ale hlavní chyba, zahrnující mezery písma textu na obrazovce byla odstraněna až mnohem později.
Systém 6 měl několik významných omezení, které byly odstraněny jeho nástupcem, Systemem 7. Na rozdíl od novějších operačních systémů od Macintosh, System 6 a jeho apple menu nebylo přizpůsobitelné. Systém 6 podporoval 24bitovou adresaci paměti a omezenou kapacitu disku až 2 GiB a 65536 souborů na jednotku. Tato omezení byla odstraněna v Systemu 7, který umožnil, aby uživatel měnil barvy a různé další aspekty tohoto uživatelského rozhraní. Navíc System 6 neumožňoval uživatelům měnit písmo, velikosti, nebo styly pro uživatelské rozhraní prvků jako jsou menu a záhlaví okna.